# Robert Wilberforce
Robert Isaac Wilberforce (19 de diciembre de 1802 - 3 de febrero de 1857) fue un clérigo y escritor inglés.

## Primera vida y educación
Fue el segundo hijo del abolicionista William Wilberforce y participó activamente en el Movimiento de Oxford. Estudió en el Oriel College, Oxford, obteniendo un doble primer grado en 1823.

## Carrera
En 1826, fue elegido miembro del Oriel College y fue ordenado, contando entre sus amigos y colegas con Newman, Pusey y Keble. Aunque Robert es quizás menos conocido, todos fueron figuras prominentes dentro del Movimiento de Oxford y participaron en la publicación de los Tracts for the Times.
Durante algunos años, fue uno de los tutores en Oriel. El rector Edward Hawkins no aprobaba sus puntos de vista religiosos y en 1831 Wilberforce renunció y dejó Oxford. Su salida de Oxford le dio la oportunidad de estudiar en áreas alemanas; su familiaridad con la teología alemana y su competencia como erudito alemán fueron algunas de las cosas por las que fue más venerado entre sus contemporáneos.
En 1832 obtuvo la rectoría de East Farleigh, Kent, que en 1840 intercambió por la de Burton Agnes, cerca de Hull.
En 1841, fue nombrado archidiácono de East Riding of Yorkshire. Por esa época, Wilberforce se acercó a Henry Manning, y intercambiaron muchas cartas sobre cuestiones teológicas y eclesiásticas. Estuvieron profundamente involucrados en reexaminar la relación entre la Iglesia de Inglaterra y el catolicismo romano. El 27 de marzo de 1848, Robert Wilberforce y su hermano Samuel se unieron a la Asociación de Canterbury.
Fue durante su tiempo en Burton Agnes y su correspondencia con Manning que comenzó la verdadera lucha de Robert con su religión. El ritmo lento de la vida aseguraba que gran parte de su tiempo se pasara reflexionando una y otra vez sobre los mismos argumentos. Su creciente desilusión se centró en lo que percibía como un límite desordenado entre el Estado y la Iglesia, lo que hizo que su lealtad a la Iglesia de Inglaterra se desvaneciera gradualmente hasta desaparecer por completo.
En 1851, Manning se unió a la Iglesia Católica Romana, y tres años después Wilberforce tomó el mismo paso. Su conversión se produjo como reacción al llamado Juicio Gorham. Los efectos del cual parecieron afirmar las dudas de Robert y, en consecuencia, su convicción de que la Iglesia de Inglaterra era un cuerpo herético al que ya no podía pertenecer con una conciencia tranquila, dirigiendo su lealtad lejos de Canterbury y York, hacia Roma para siempre.
También se piensa que la controversia generada tras la publicación de su Doctrina de la Sagrada Eucaristía – la tercera en una serie de tales doctrinas que reexaminaron la enseñanza sacramental y se publicaron entre los años 1848 y 1853 – puede haberlo impulsado hacia la Iglesia Católica Romana, obligándolo a finalmente tomar la decisión con la que había luchado durante tantos años. Sus puntos de vista sobre la Eucaristía eran tan extremos que fueron considerados heréticos, y una vez que comenzaron a llegarle rumores de persecución en el verano de 1854, la mente de Robert estaba decidida. El 30 de agosto revocó su suscripción al Juramento de Supremacía y presentó su renuncia a todos sus cargos al Arzobispo, y en octubre realizó el viaje a París, donde fue recibido en la Iglesia de Roma en la víspera de Todos los Santos.
Se estaba preparando para su ordenación (católica romana) cuando murió en Albano el 3 de febrero de 1857. Está enterrado en Roma en la Basílica de Santa Maria sopra Minerva, cerca del Panteón. Su tumba está situada justo fuera del transepto derecho de la iglesia.

## Familia
Wilberforce fue precedido en muerte por su primera esposa, Agnes Everilda Frances Wrangham (1800-1834), y su segunda esposa, Jane Legard (fallecida en 1854).
Le sobrevivieron dos hijos, William Francis Wilberforce (1833-1905), vicario de Brodsworth y presidente de la Oxford Union, y Edward Wilberforce (1834-1914), quien se convirtió en uno de los maestros del Tribunal Supremo de Justicia. El hijo de Edward, Lionel Robert Wilberforce, (1861-1944) fue nombrado profesor de física en la Universidad de Liverpool en 1900, y sus otros hijos fueron:
- Sir Herbert William Wrangham Wilberforce, abogado, tenista. (1864-1941)
- Alexander (Alex) Basil Edward Wilberforce (1867-1902)
- Evelyn Agnes Fannie Wilberforce (1872-1954)

R. I. Wilberforce ayudó a su hermano, Samuel Wilberforce, a escribir la vida y editar la correspondencia de su padre.

### Escritos
- Church Courts and Church Discipline (1843);
- Doctrine of the Holy Eucharist (1853);
- Doctrine of the Incarnation in Relation to Mankind and the Church (1848 y ediciones posteriores);
- The Five Empires, a Sketch of Ancient History (1840);
- The Doctrine of Holy Baptism (1849);
- A Sketch of the History of Erastianism (1851); y
- An Enquiry into the Principles of Church Authority (1854)
- Su primer trabajo publicado fue una novela, Rutilius and Lucius (1842).

Robert fue considerado uno de los mayores eruditos del Movimiento de Oxford y su conocimiento de la doctrina cristiana no era fácilmente igualado por sus contemporáneos. El contenido de su biblioteca es un testimonio de esto, con colecciones conocidas que sobreviven en el Museo Wilberforce House, Hull y dentro de la Biblioteca de Libros Raros de la Universidad de York. La temática contenida en estas bibliotecas es amplia, reflejando los intereses, pasiones y devoción religiosa de la familia Wilberforce, y se cree que se utilizaron activamente para la automejora e inspiración religiosa, como se evidencia a través de los muchos ejemplos de notas manuscritas y anotaciones que se pueden encontrar.